# Cleveland Barons (2001–2006)
Cleveland Barons byl profesionální americký klub ledního hokeje, který sídlil v Clevelandu ve státě Ohio. V letech 2001–2006 působil v profesionální soutěži American Hockey League. Barons ve své poslední sezóně v AHL skončily v základní části. Své domácí zápasy odehrával v hale Quicken Loans Arena s kapacitou 10 025 diváků. Klubové barvy byly pacifická modř a černá.
Založen byl v roce 2001 po přestěhování Kentucky Thoroughblades do Clevelandu. Zanikl v roce 2006 přestěhováním do Worcesteru, kde byl založen tým Worcester Sharks. Klub byl během své existence farmou San Jose Sharks.
Tento tým byl již třetím klubem ledního hokeje s názvem Cleveland Barons. Před ním tento název používaly dva různé subjekty v letech 1937–1973 a 1976–1978.

## Umístění v jednotlivých sezonách
Stručný přehled
Zdroj: 
- 2001–2003: American Hockey League (Západní divize)
- 2003–2006: American Hockey League (Severní divize)

Jednotlivé ročníky
Zdroj: 
Legenda: Z – zápasy, V – výhry, VP – výhry v prodloužení, R – remízy, P – porážky, PP – porážky v prodloužení, VG – vstřelené góly, OG – obdržené góly, +/- – rozdíl skóre, B – body, fialové podbarvení – reorganizace, změna skupiny či soutěže
| USA / Kanada (2001 – 2006) |                        |        |    |    |    |   |    |    |     |     |     |    |        |            |
| Sezóny                     | Liga                   | Úroveň | Z  | V  | VP | R | PP | P  | VG  | OG  | +/- | B  | Pozice | Play-off   |
| 2001/02                    | AHL (Centrální divize) | 2      | 80 | 29 | –  | 7 | 4  | 40 | 223 | 268 | -45 | 69 | 4.     | –          |
| 2002/03                    | AHL (Centrální divize) | 2      | 80 | 22 | –  | 5 | 5  | 48 | 203 | 286 | -83 | 54 | 5.     | –          |
| 2003/04                    | AHL (Severní divize)   | 2      | 80 | 37 | –  | 8 | 7  | 28 | 235 | 220 | +15 | 89 | 4.     | Osmifinále |
| 2004/05                    | AHL (Severní divize)   | 2      | 80 | 35 | –  | – | 8  | 37 | 200 | 226 | -26 | 78 | 7.     | –          |
| 2005/06                    | AHL (Severní divize)   | 2      | 80 | 27 | –  | – | 5  | 48 | 210 | 302 | -92 | 59 | 7.     | –          |